# کوئیر
کوئیِر (به انگلیسی: Queer) یک اصطلاح چتری برای اقلیت‌های جنسی و جنسیتی است که غیر دگرجنس‌گرا یا غیر هم‌سوجنسی هستند. کوئیر در اصل به معنی «عجیب و غریب» است و در گذشته علیه کسانی که تمایلات یا روابط همجنسگرایانه داشتند، استفاده می‌شد. از اواخر دهه ۱۹۸۰، فعالانی که خود را کوئیر نامیدند دست به بازپس‌گیری این واژه به عنوان یک جایگزین برای افراد ال‌جی‌بی‌تی زدند.
در دید وسیع‌تر کوئیر دربرگیرندهٔ طیف وسیعی از مظاهر هویت انسانی است که در واکنش و پاسخ به تمامی تعاریف مبتنی بر عرف ایستا و جزم‌اندیشی از «هویت» شکل گرفته‌اند. پژوهشگران و فعالان کوئیر در دهه‌های اخیر، دست به بازتعریف این واژه برای ابراز هویت جنسیتی، سیاسی و اجتماعی متفاوت با هویت «رایج» زده‌اند. امروزه رشته‌های دانشگاهی مانند نظریه کوئیر و مطالعات کوییر در تقابل با هنجارسازی، دودویی‌انگاری جنسیت و عدم درک اینترسکشنالیتی شکل گرفته‌اند.

## منشأها و استفاده اولیه
کوئیر که در قرن شانزدهم وارد زبان انگلیسی شد، ابتدائاً به معنای «عجیب»، «خاص» یا «غیرعادی» بود. ممکن است به یک چیز شک برانگیز یا «نه کاملاً درست»، یا به شخصی با پریشانی ملایم یا کسی که رفتار از لحاظ اجتماعی نامناسب از خود بروز می‌دهد اشاره کند.
در طول زمان، کوئیر تعدادی معانی مرتبط با سکسوالیته و جنسیت گرفت؛ از معنای محدود «همجنسگرای مرد یا زن» تا اشاره به کسانی که «دگرجنسگرا نیستند» یا اشاره به کسانی که یا دگرجنسگرا نیستند یا همسوجنسی نیستند (آنهایی که ال‌جی‌بی‌تی هستند).
این لفظ همچنان با معنای اولیه خود و نیز برای تأکید قیدی (بسیار، خیلی) در انگلیسی ایرلندی استفاده می‌شود.

## بازپس‌گیری

### عمومی

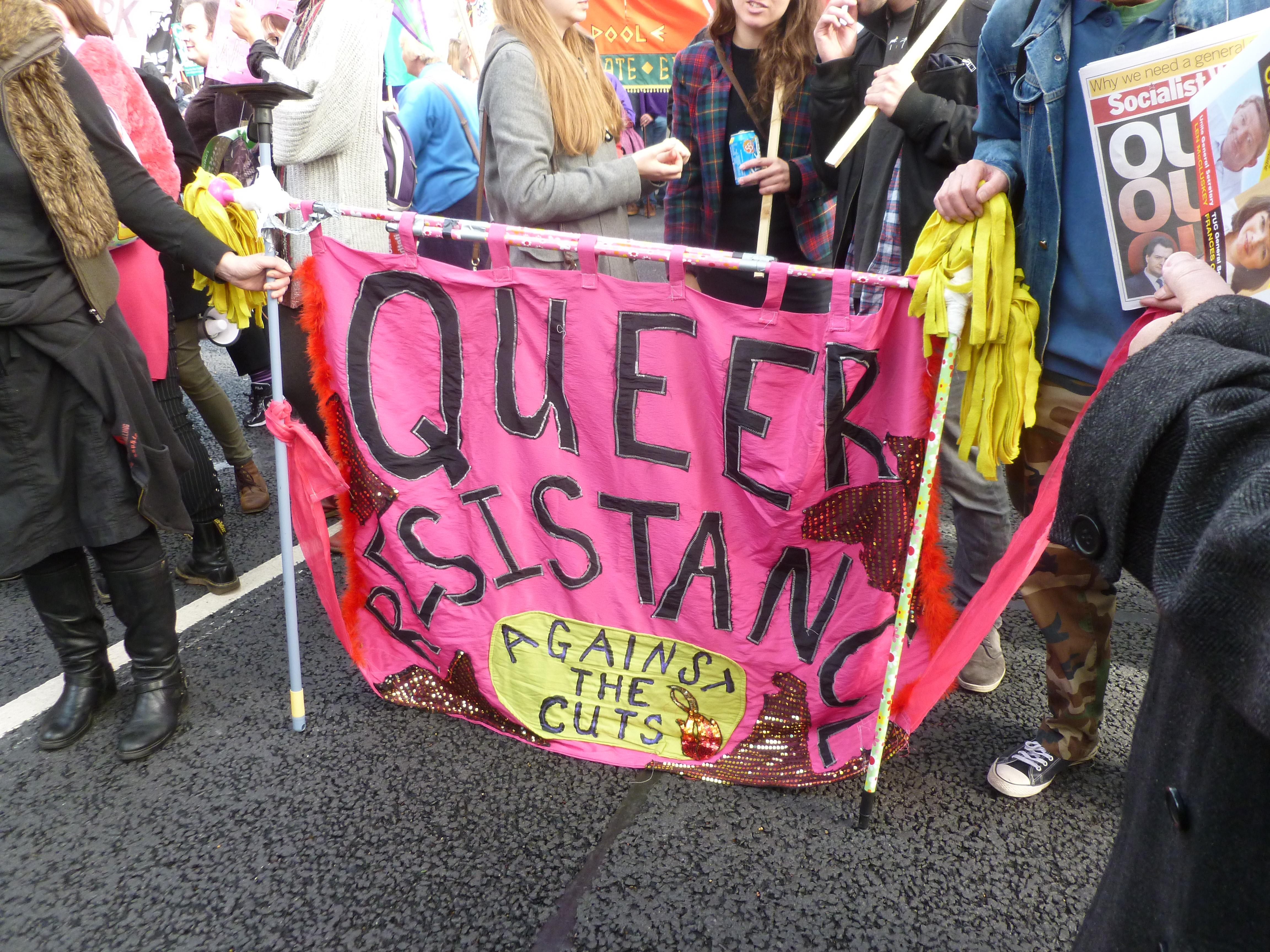
Queer resistance banner at a march

از دهه ۱۹۸۰، برچسب کوئیر از استفاده تحقیرآمیز خود بازپس‌گیری شد و به عنوان خودشناساگری خنثی یا مثبت از سوی افراد ال جی بی تی مورد استفاده قرار گرفت. از نمونه‌های اولیه این کاربرد از سوی جماعت ال جی بی تی از سوی سازمانی به نام کوئیر نیشن بود، که در مارس ۱۹۹۰ تشکیل شد و پوستر گمنامی در رژه پراید گی نیویورک در ژوئن ۱۹۹۰ با عنوان «کوئیرها این را بخوانید» را توزیع کرد.

### انتقادات
احیا و استفاده از لفظ کوئیر مناقشه برانگیز است؛ افراد و سازمان‌های متعددی، چه ال جی بی تی و غیر ال جی بی تی، با بعضی یا همه استفاده‌ها از این واژه به دلایل گوناگون مخالفت می‌کنند. برخی افراد ال جی بی تی استفاده از کوئیر به عنوان یک لفظ پوششی را دوست ندارند چرا که آن را با رادیکالیسم سیاسی و اجتماعی مرتبط می‌دانند؛ آنها می‌گویند استفاده تعمدی از لقب کوئیر از سوی رادیکال‌های سیاسی، از نظر آنان، در چند دسته کردن جماعت ال جی بی تی بر حسب عقیده سیاسی، طبقه، جنسیت، سن و دیگر عوامل نقش داشته است. جاشوآ گمسن استدلال می‌کند که جدل بر سر این واژه همچنین نشانگر یک شکاف اجتماعی و سیاسی در جماعت ال جی بی تی بین آنهایی (از جمله کنشگران حقوق مدنی) است که خود را «طبیعی» می‌دانند و دوست دارند به عنوان اعضای عادی جامعه دیده شوند و آنهایی که خود را جدا، مقابله گر و/یا نه بخشی از نظم اجتماعی عادی می‌دانند. دیگر افراد ال جی بی تی از آنجا از بازپس‌گیری یا استفاده از کوئیر ناراضی اند که آن را زننده می‌دانند، تا حدی به این خاطر که همچنان به عنوان لفظی تحقیرآمیز مورد استفاده است. برخی افراد ال جی بی تی از آنجا که آن را یک مد کوچه بازاری، یا متعلق به ادبیات آکادمیک می‌دانند از استفاده از کوئیر خودداری می‌کنند.

## در زبان فارسی
در میان فعالان و متخصصان حوزهٔ کوئیر هنوز توافقی برای معادل فارسی اصطلاح کوئیر وجود ندارد. عده‌ای همین اصطلاح را برگزیده‌اند، بعضی از اصطلاح دگرباشی جنسی استفاده می‌کنند، و گروهی اصطلاح فرانرمگرایی را برای معادل برگزیده‌اند. البته بعضی کنشگران حوزه ال جی بی تی با عبارت دگرباشی جنسی انزوا دارند.